# Джоні Новак
Джоні Новак (словен. Đoni Novak, нар. 4 вересня 1969, Любляна) — словенський футболіст, що грав на позиції півзахисника. Належить до «золотого покоління» словенських футболістів.
Виступав, зокрема, за клуби «Партизан», «Фенербахче» та «Олімпіакос», а також національну збірну Словенії.
Володар Кубка Югославії. Дворазовий чемпіон Словенії. Володар Кубка Словенії. Чемпіон Греції. 

## Клубна кар'єра
Народився в Любляні. У дорослому футболі дебютував 1988 року виступами за команду клубу «Олімпія» (Любляна), в якій провів два сезони, взявши участь у 30 матчах чемпіонату. 
Своєю грою за цю команду привернув увагу представників тренерського штабу клубу «Партизан», до складу якого приєднався 1990 року. Відіграв за белградську команду наступні півтора сезони своєї ігрової кар'єри. У складі «Партизана» був одним з головних бомбардирів команди, маючи середню результативність на рівні 0,45 голу за гру в чемпіонаті.
1992 року уклав контракт з клубом «Фенербахче», у складі якого провів наступний рік своєї кар'єри гравця. Більшість часу, проведеного у складі «Фенербахче», був основним гравцем команди.
Проте вже наступного сезону повернувся до «Олімпії», в складі якої зіграв 53 матчі та відзначився 10-ма голами. Двічі става переможцем словенського чемпіонату, в 1994 та 1995 роках, а також переможцем кубку Словенії 1996 року. Пізніше перейшов до французького «Гавру», в якому провів наступні три сезони своєї ігрової кар'єри, зіграв 68 матчів. Потім перейшов до складу іншої французької команди, «Седану», в складі якого провів лише один сезон та зіграв 11 матчів. Потім переїхав до Німеччини та уклав контракт з «Унтергахінгом». У складі німецького клубу провів два сезони, зіграв 37 матчів та відзначився 1 голом.
2002 року перейшов до клубу «Олімпіакос», за який відіграв 1 сезон. Завершив кар'єру професіонального футболіста виступами за команду «Олімпіакос» Пірей у 2003 році.

## Виступи за збірні
В червні 1991 року дебютував у складі національної збірної Югославії грою проти збірної Чехословаччини. Останній матч у футболці югославської збірної провів 25 березня 1992 року проти Нідерландів. 
Після розпаду Югославії почав виступати в складі збірної Словенії, яка провела свій перший матч проти збірної Кіпру 18 листопада 1992 року. Протягом кар'єри у національній команді провів у формі головної команди цієї країни 71 матч, забивши 3 голи.
У складі збірної був учасником чемпіонату Європи 2000 року у Бельгії та Нідерландах, чемпіонату світу 2002 року в Японії та Південній Кореї.

### Голи за збірну
У таблиці рахунок та результат збірної Словенії знаходиться спочатку
| # | Дата           | Місце             | Суперник | Рахунок | Результат | Змагання               |
| - | -------------- | ----------------- | -------- | ------- | --------- | ---------------------- |
| 1 | 11 червня 1995 | Кадріорг, Таллінн | Естонія  | 2–1     | 3–1       | кваліфікація ЄВРО 1996 |
| 2 | 11 червня 1995 | Кадріорг, Таллінн | Естонія  | 3–1     | 3–1       | кваліфікація ЄВРО 1996 |
| 3 | 17 травня 2002 | Бежиград, Любляна | Гана     | 2–0     | 2–0       | товариський            |

## Титули і досягнення
- Кубок Югославії (1) (Партизан (Б)):
  -  Володар (1): 1991/92

- Чемпіонат Словенії (2) («Олімпія» (Любляна)):
  -  Чемпіон (2): 1993/94, 1994/95

- Кубок Словенії (1) («Олімпія» (Любляна)):
  -  Володар (1): 1995/96

- Суперкубок Словенії (1) («Олімпія» (Любляна)):
  -  Володар (1): 1995

- Чемпіонат Греції (1) (Олімпіакос):
  -  Чемпіон (1): 2002/03